# فلان (حلوى)
فلان هو أي طبق ذو قاعدة ذات شكلٍ وعائي مصنوعة من المعجنات أو الكعك الاسفنجي، داخلها حشوة تكون إما مالحة أو حلوة بحسب الصنف.  كيش لورين وتارت الكسترد تعتبر مثال على الأطباق التي ينطبق عليها وصف طبق «الفلان». الفلان الهيسبانو عادة يكون مليء بالكاسترد الدسم المُزين بصلصة تشبة الكراميل.

## التاريخ
الفلان كان معروفاً في المطبخ الروماني، حيث كان يعتبر من أصناف المقبلات والفطائر الحلوة. الفلان المصنوع من العسل والفلفل كان أيضاً مُحبب لهم.[بحاجة لمصدر]
في العصور الوسطى، الفلان، كمقبلات وكحلويات، المحشاة بمختلف الحشوات (اللوز، والقرفة والسكر والجبن واللبن الرائب والسبانخ والأسماك) كانت ذات شعبية جدا في أوروبا، وخاصة أثناء الصوم الكبير، عندما تكون اللحوم محرمة.

#### يذكر بطرس البستاني في كتابه:
«...وفي القرون المتوسطة كثرت انواع الحلويات وتفننوا فيها وكان من أشهرها ما يسمى "فلان" وهي اقراص منتفخة تعمل من قطع التفاح والزبدة، وكانت تامة باريس تحبها كثيرا واصلها من الغلية الرومانية واشتهرت رغبة الرهبان فيها في القرن العاشر، ومنها المغوهيرة والبوبلينة المشهورة في القرن السادس عشر وفي كالنوع المذكور قبلها لكن معمولة من الجبن والزبدة ومنها الايشودبة أي المسخنة اشتهرت في القرن الثالث عشر، ومنها التلموسة اشتهرت بسان دنيس ايام قبلون، ومنها القوامسة النورمندية والبكردية اشتهرت جدا في القرن السادس عشر والدار بولة الاميانية وكانت معدودة من الطف الحاويات، ومنها كعك مريم واقراص شارتر اشتهرت في القرن السابع عشر واشتهر كثير غيرها معها...»

## أصل الكلمة
في اللغة الإنجليزية كلمة "flan"، والصيغ القديمة "flaune" و "flawn"، أتت من الفرنسية القديمة flaon (الفرنسية الحديثة:  flan)، مستعارة من لاتينية العصور الوسطى fladōn-em ، مشتقة من الألمانية العليا القديمة flado، والتي تعني نوعا من الكعك المسطح، ربما من أُخذت من اللغات الهندية الأوروبية لجذور كلمتي مسطح "flat" أو واسع "broad".

## معرض صور

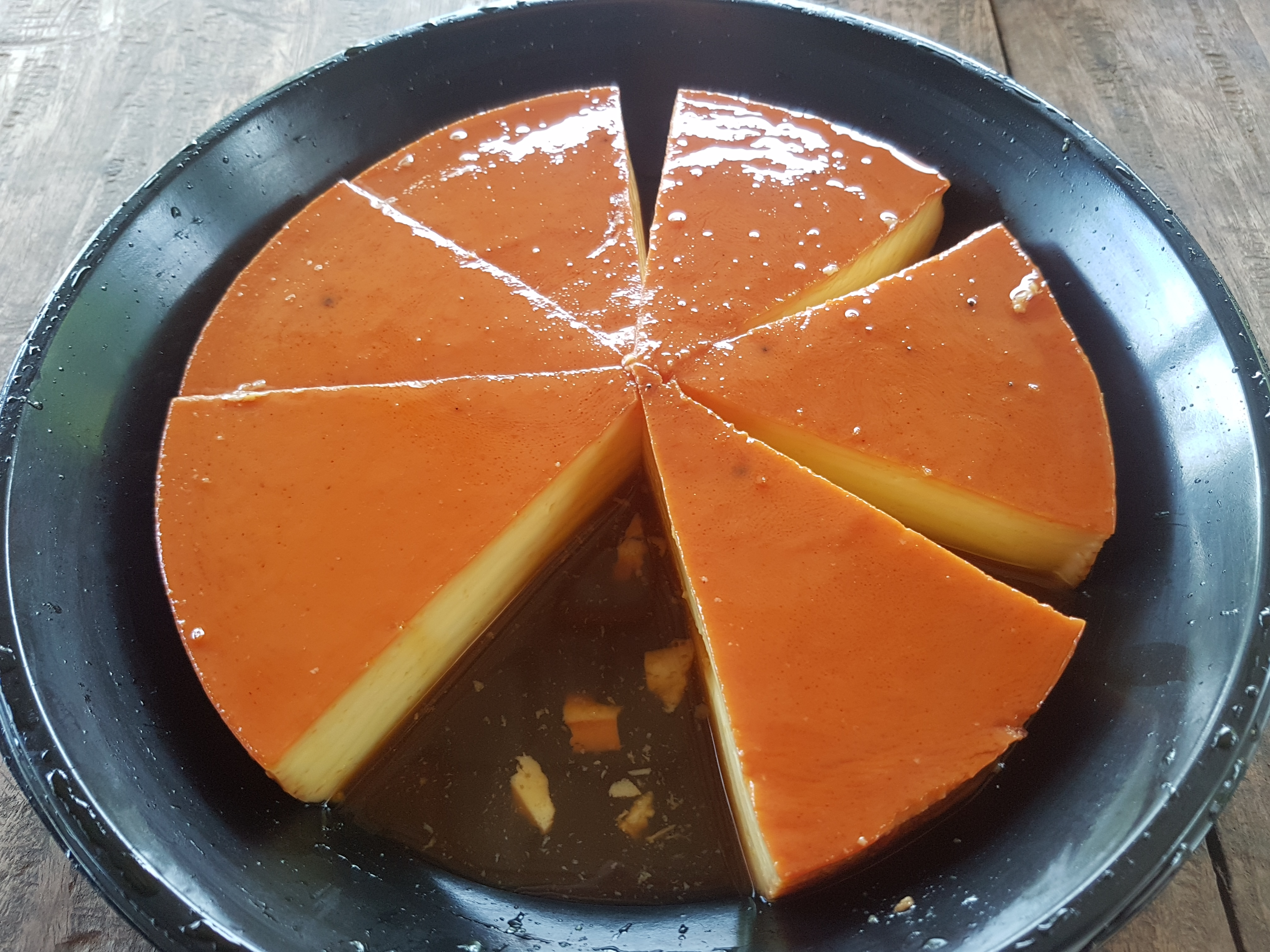
كعكة فلان الحليب
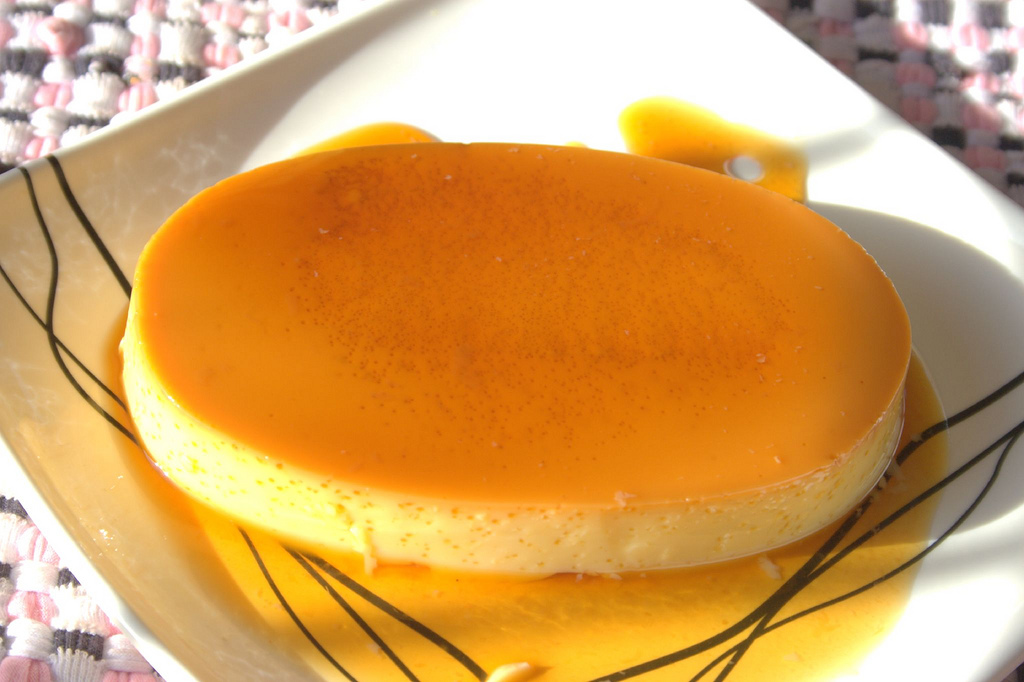
فلان الحليب (ليتشي فلان-Leche flan) الفلبينية.
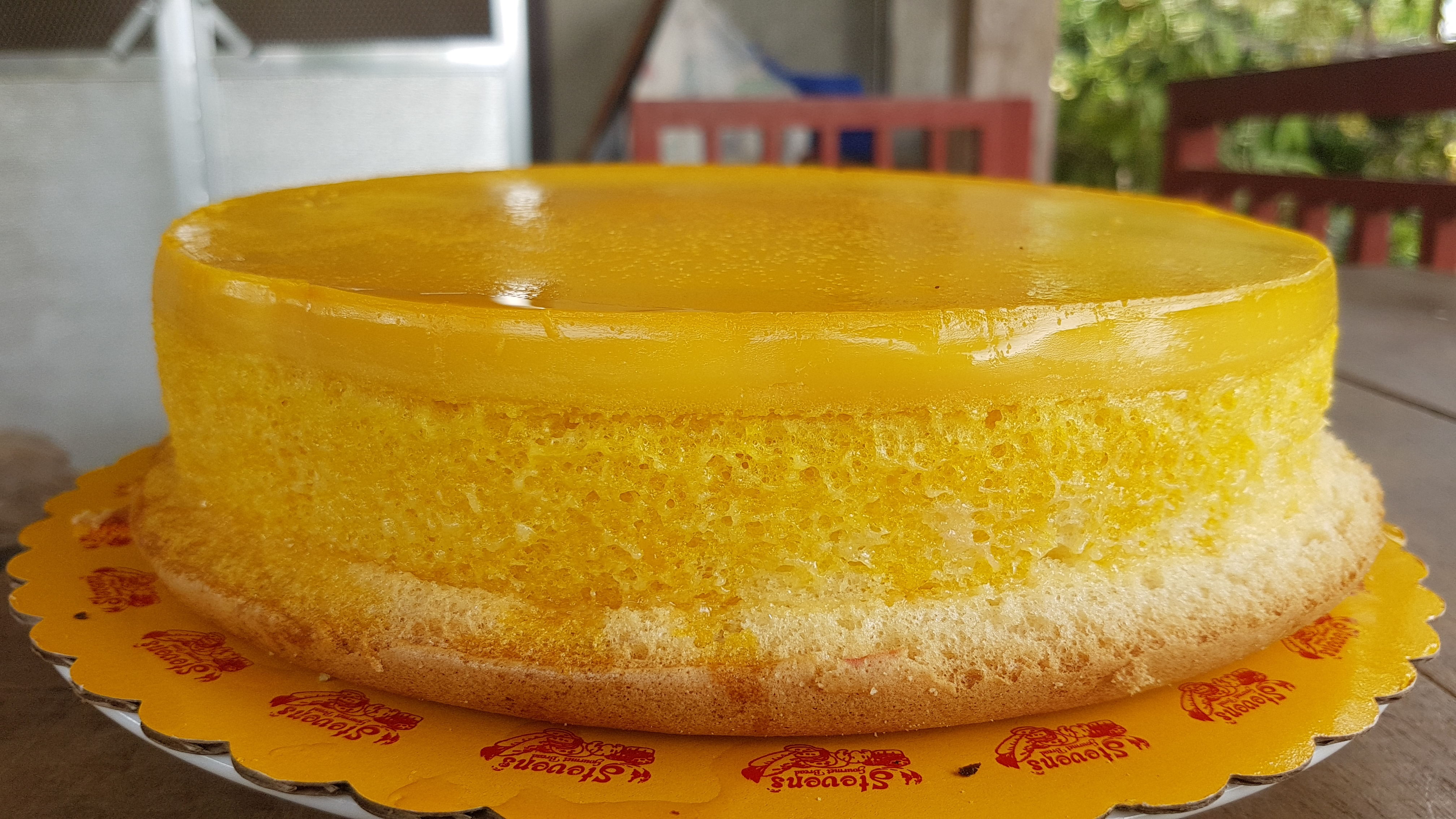
كعكة الفطيرة بالحليب، المعروفة بكعكة ليتشي فلان (Leche flan cake)
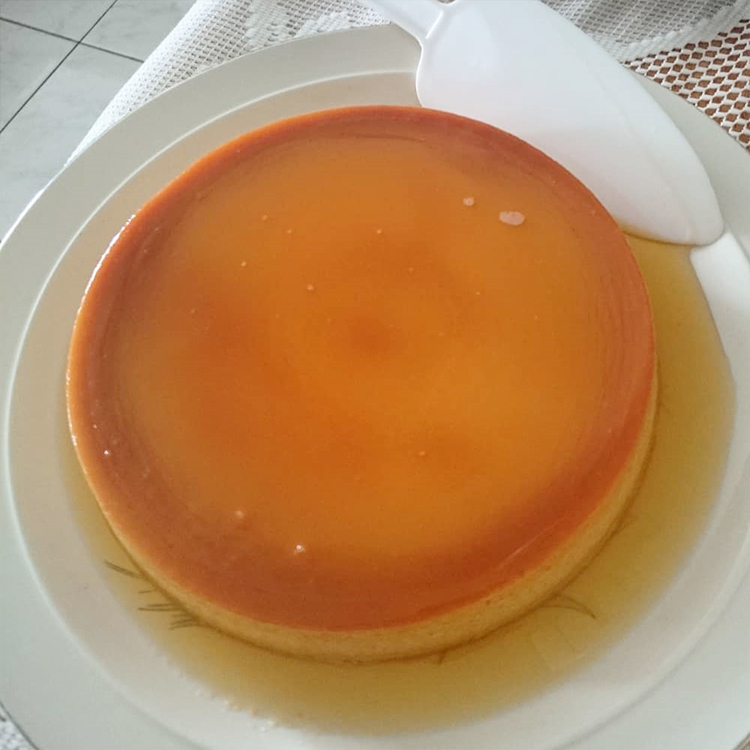
فطيرة الحليب الفلبينية (Filipino Leche Flan recipe)
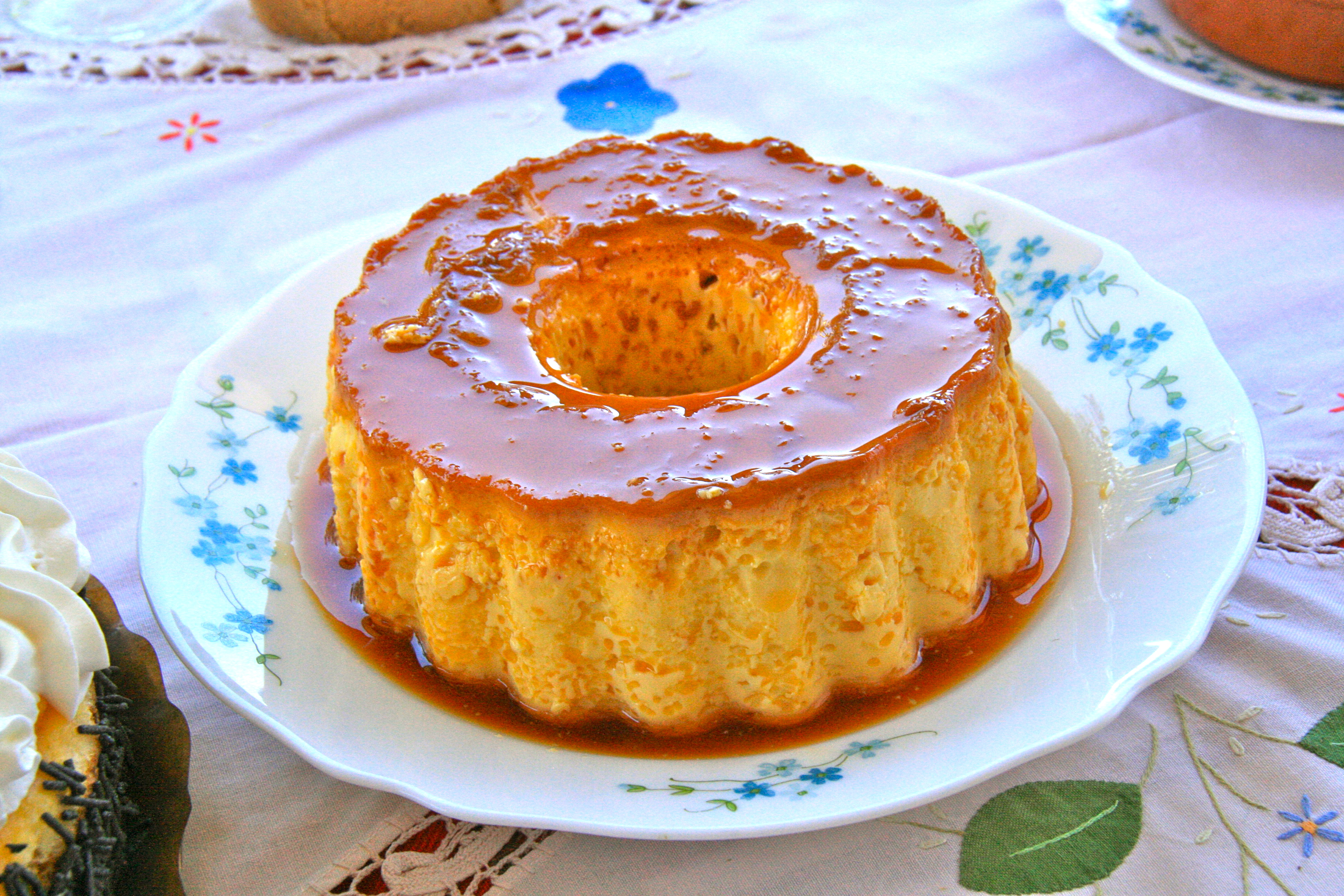
فلان بالبيض
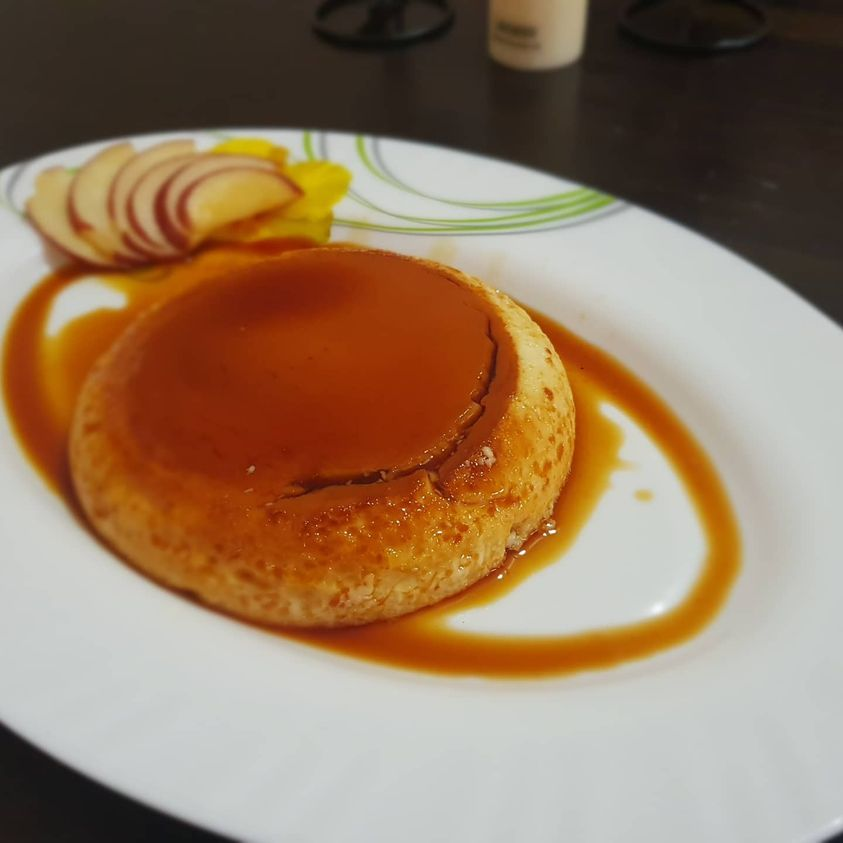
فلان مع كاسترد الكراميل المعروف بكريم الكراميل
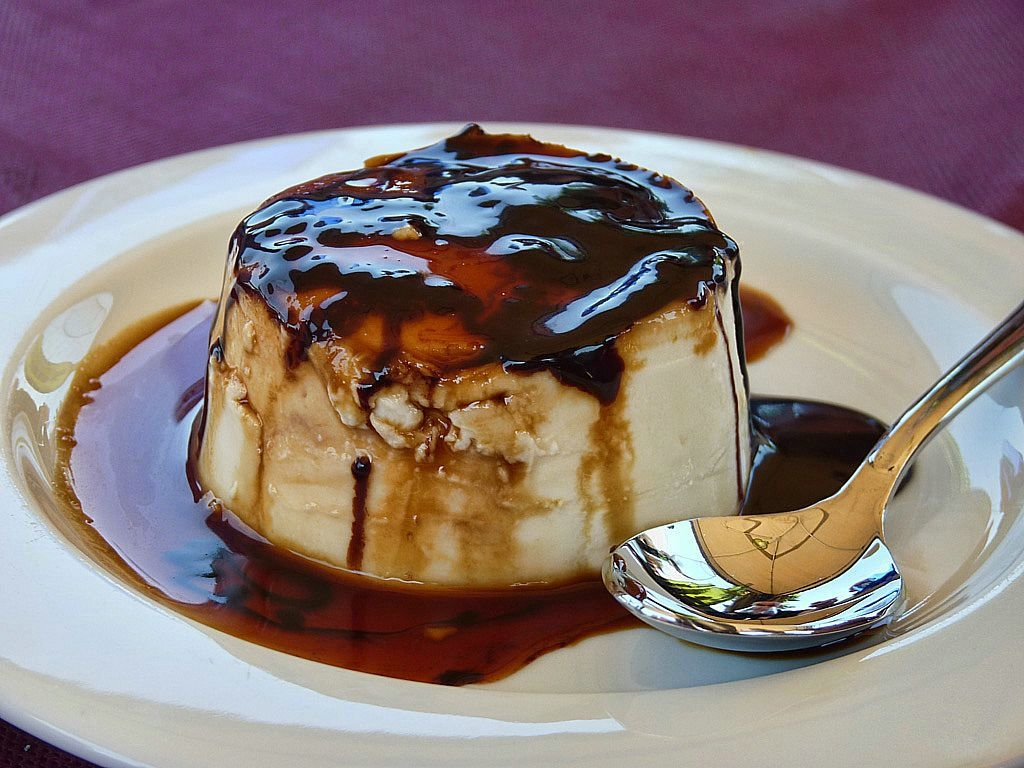
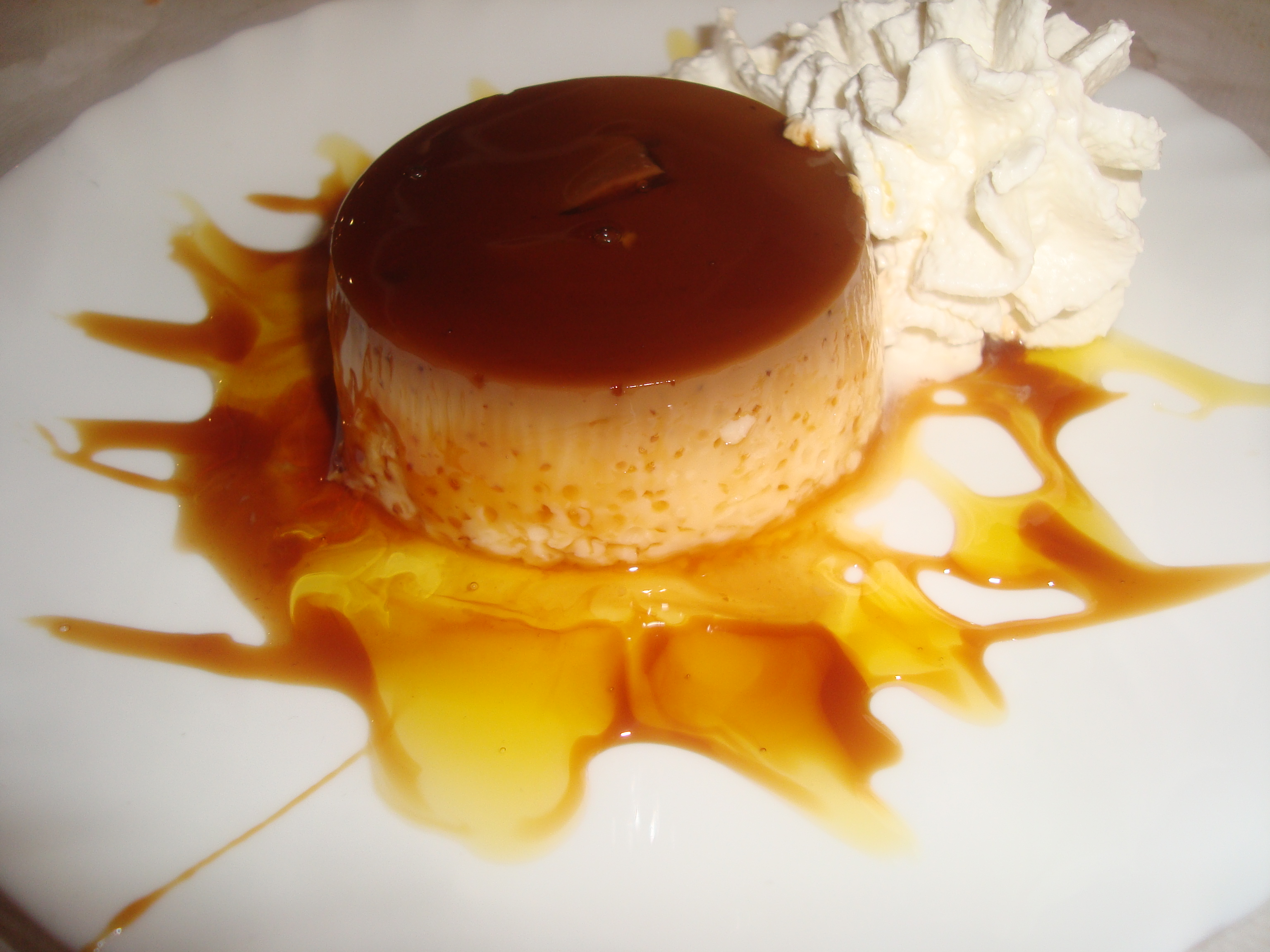
حلوى فلان مع الكراميل والكريم
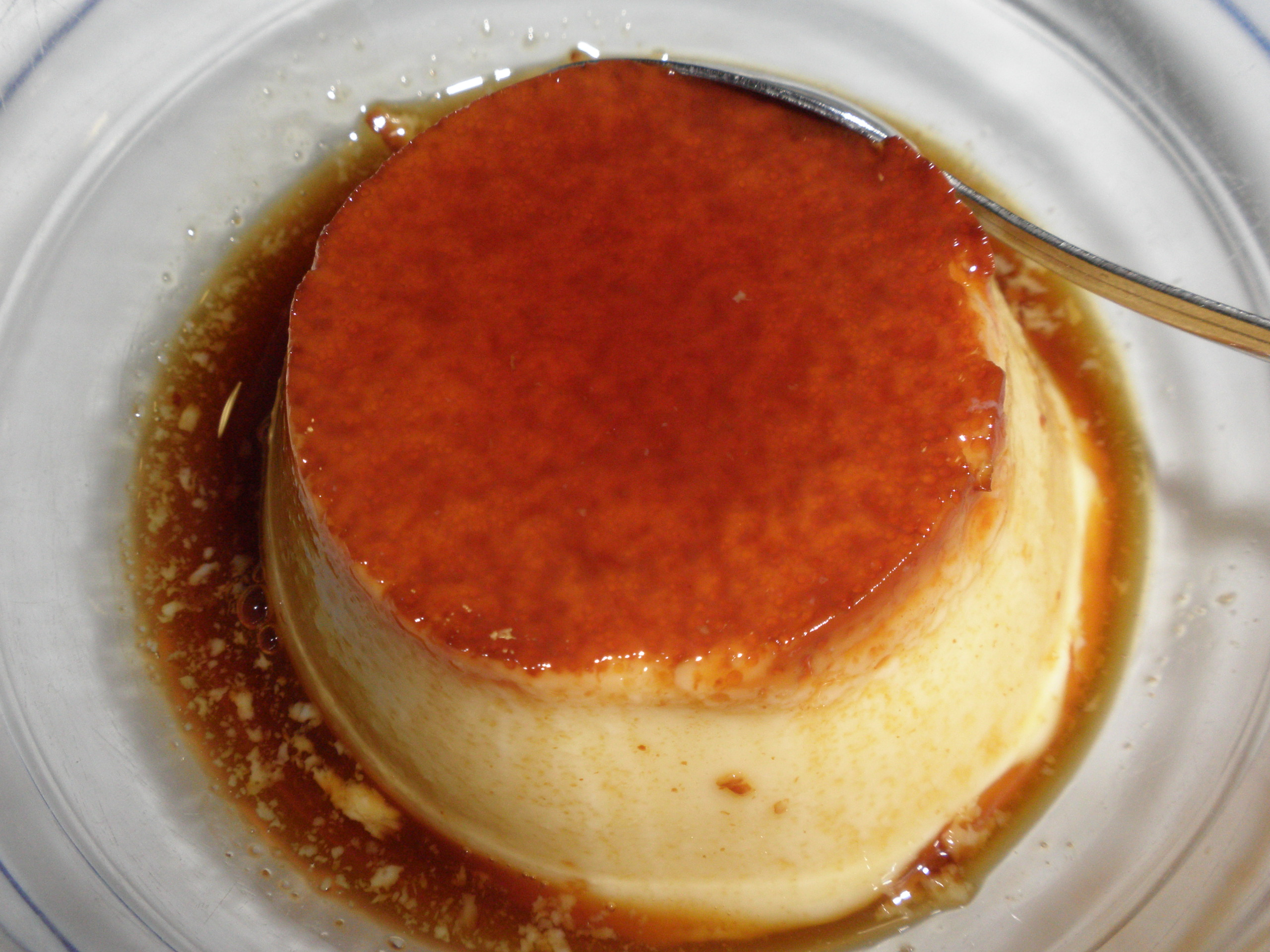
فلان من مدينة بوتيس في إسبانيا
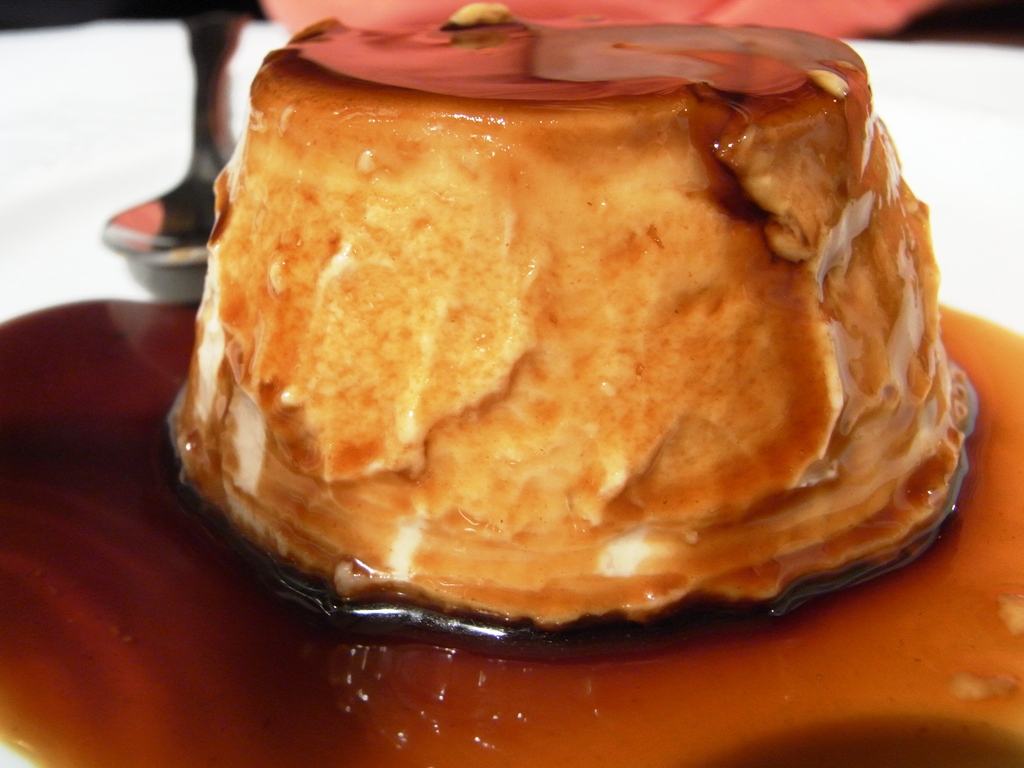
فلان بالتوروني (Flan Turron)
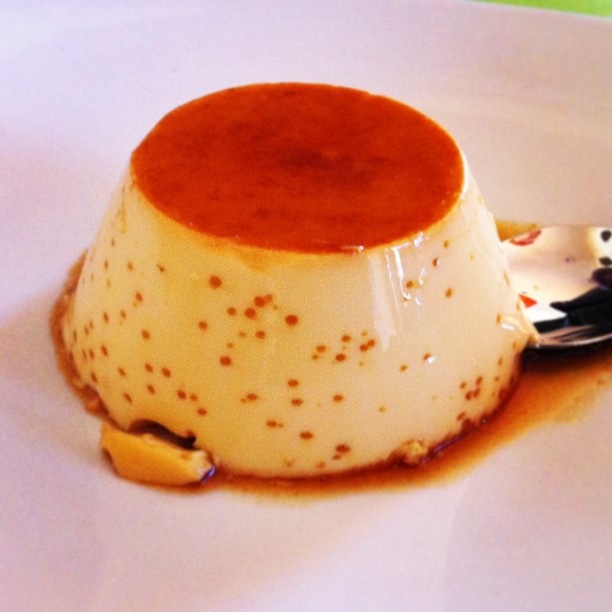
فلان البيض
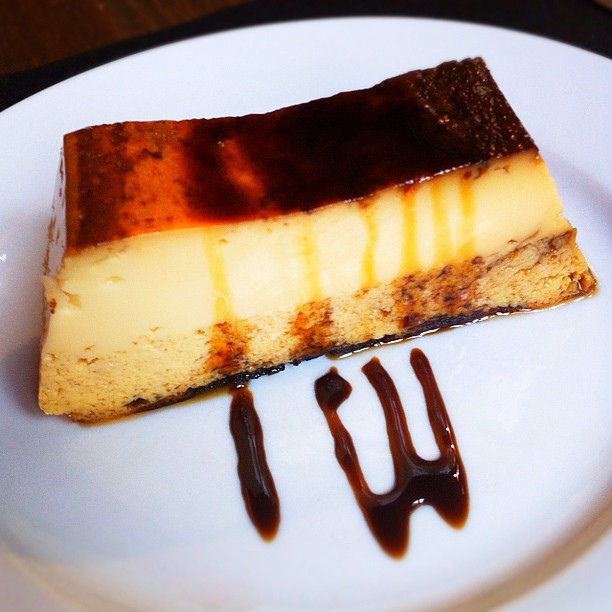
فلان بالبودنغ مصحوبة بكريم الكراميل
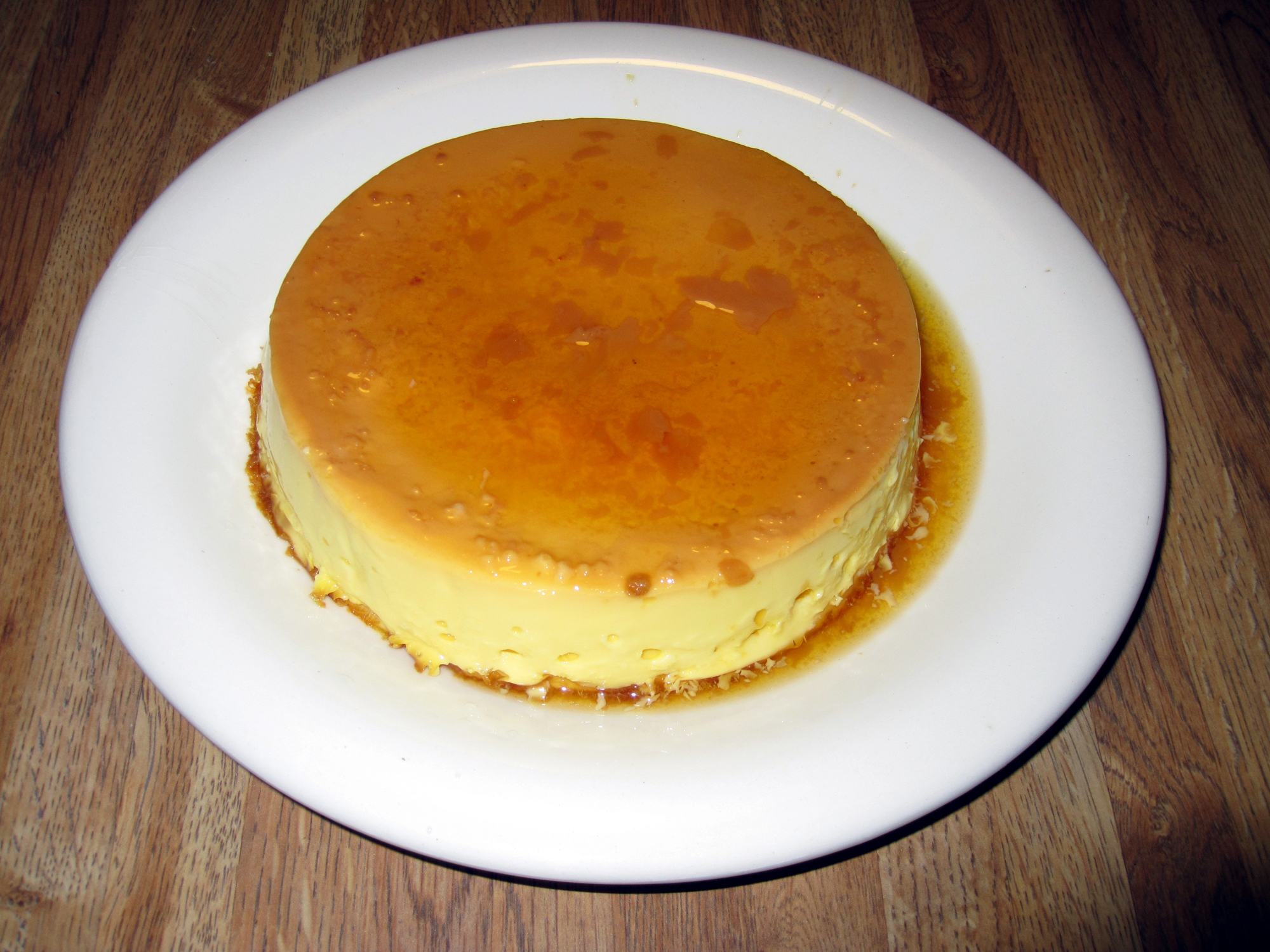
فلان البرتقال
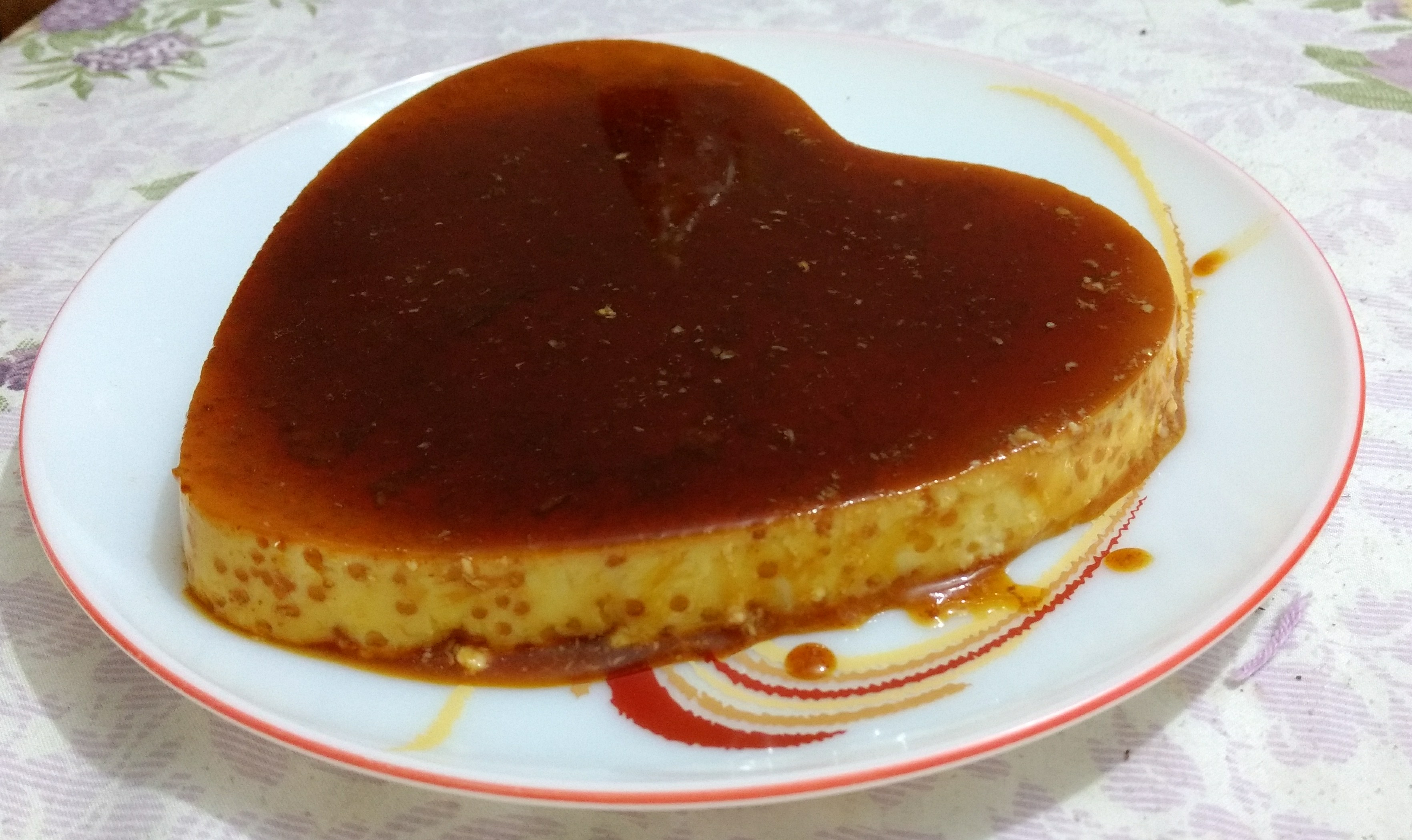
فلان بكريم الكراميل
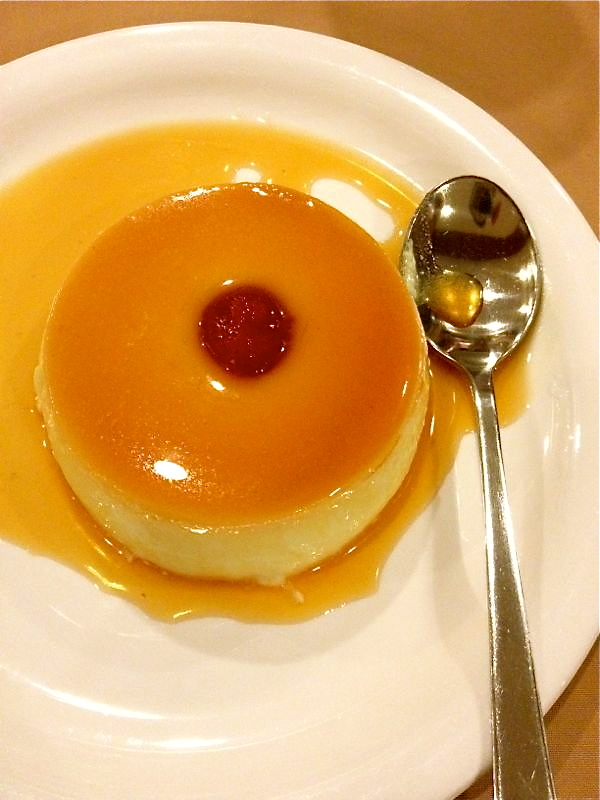
فلان بكريم الكراميل من مطعم هندي
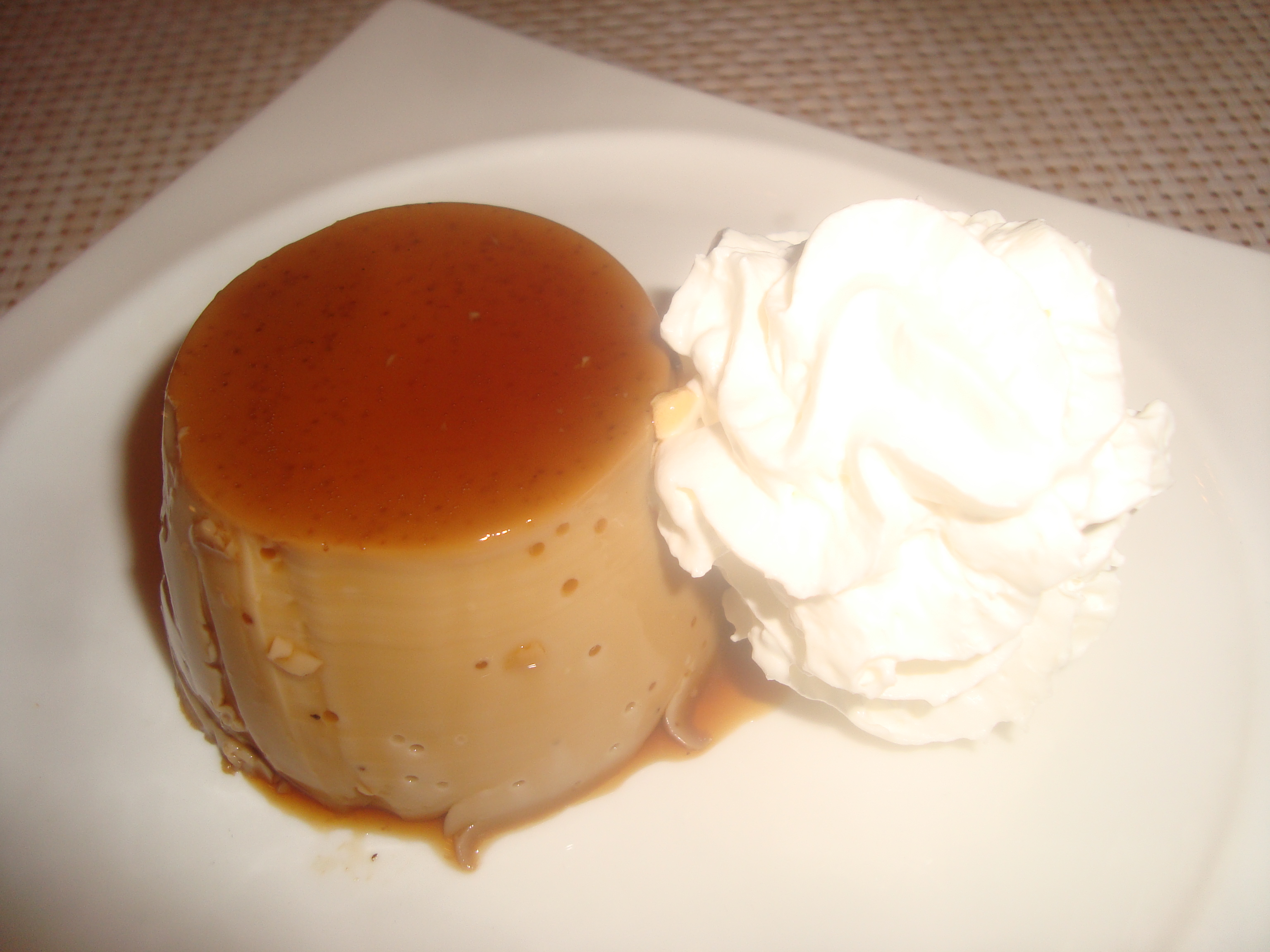
فلان القهوة مع الكريم
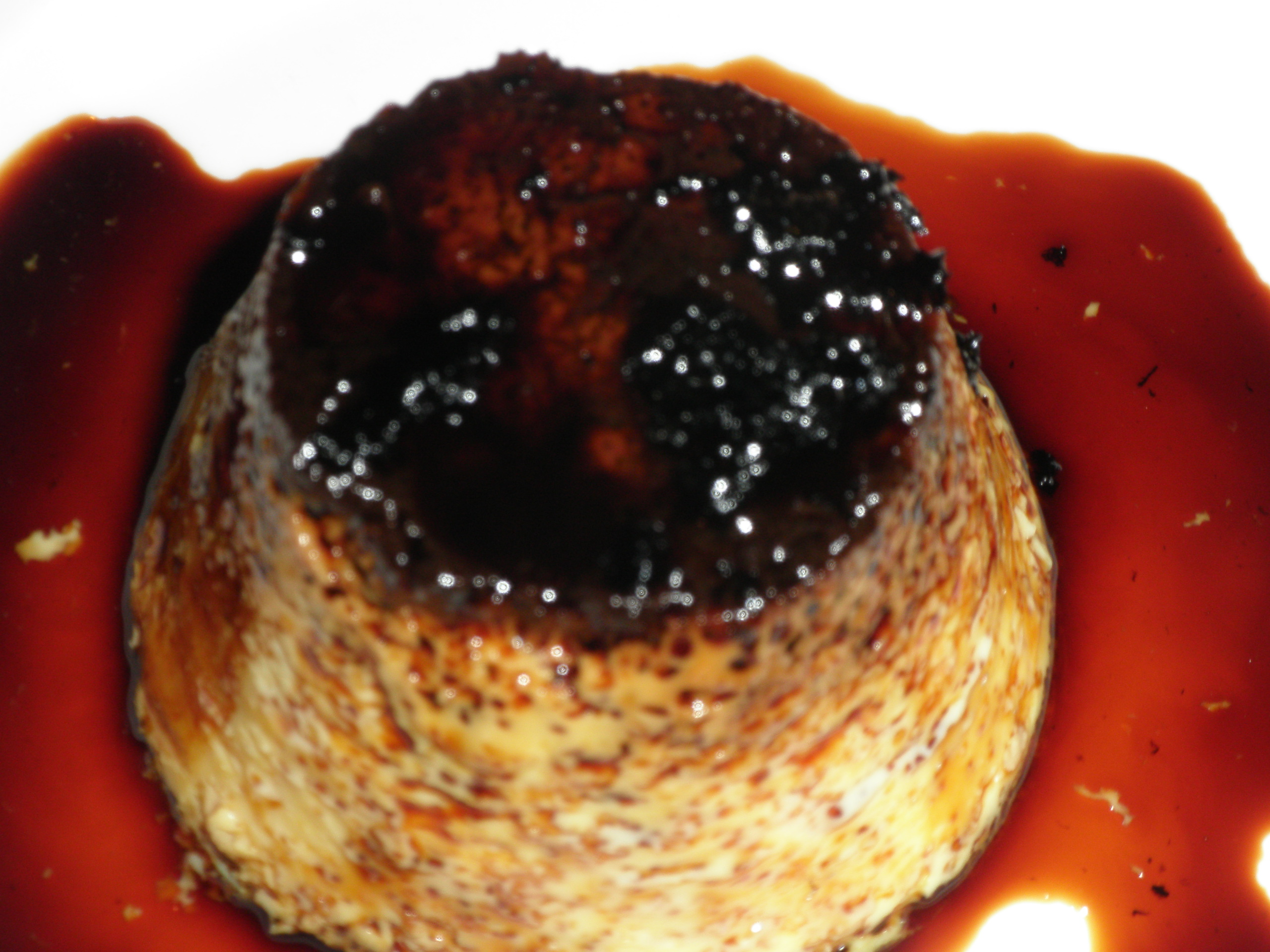
فلان بالشوكولاتة والكراميل من مدينة بوتيس
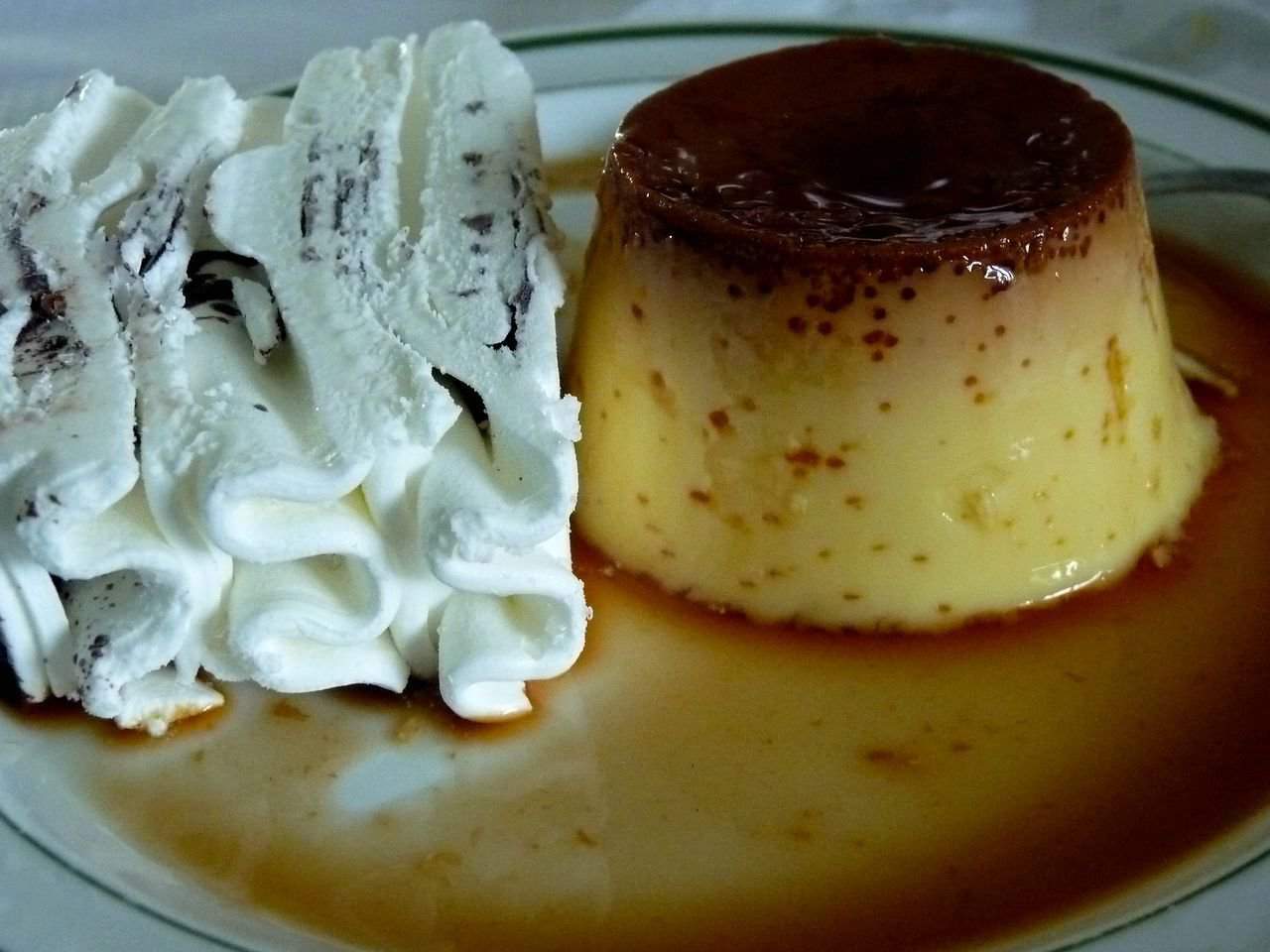
حلوى فلان بالبيض مع المُثلجات ماركة فينيتا (Viennetta) [الإنجليزية] المعروفة سابقًا باسم كومتيسا (Comtessa).
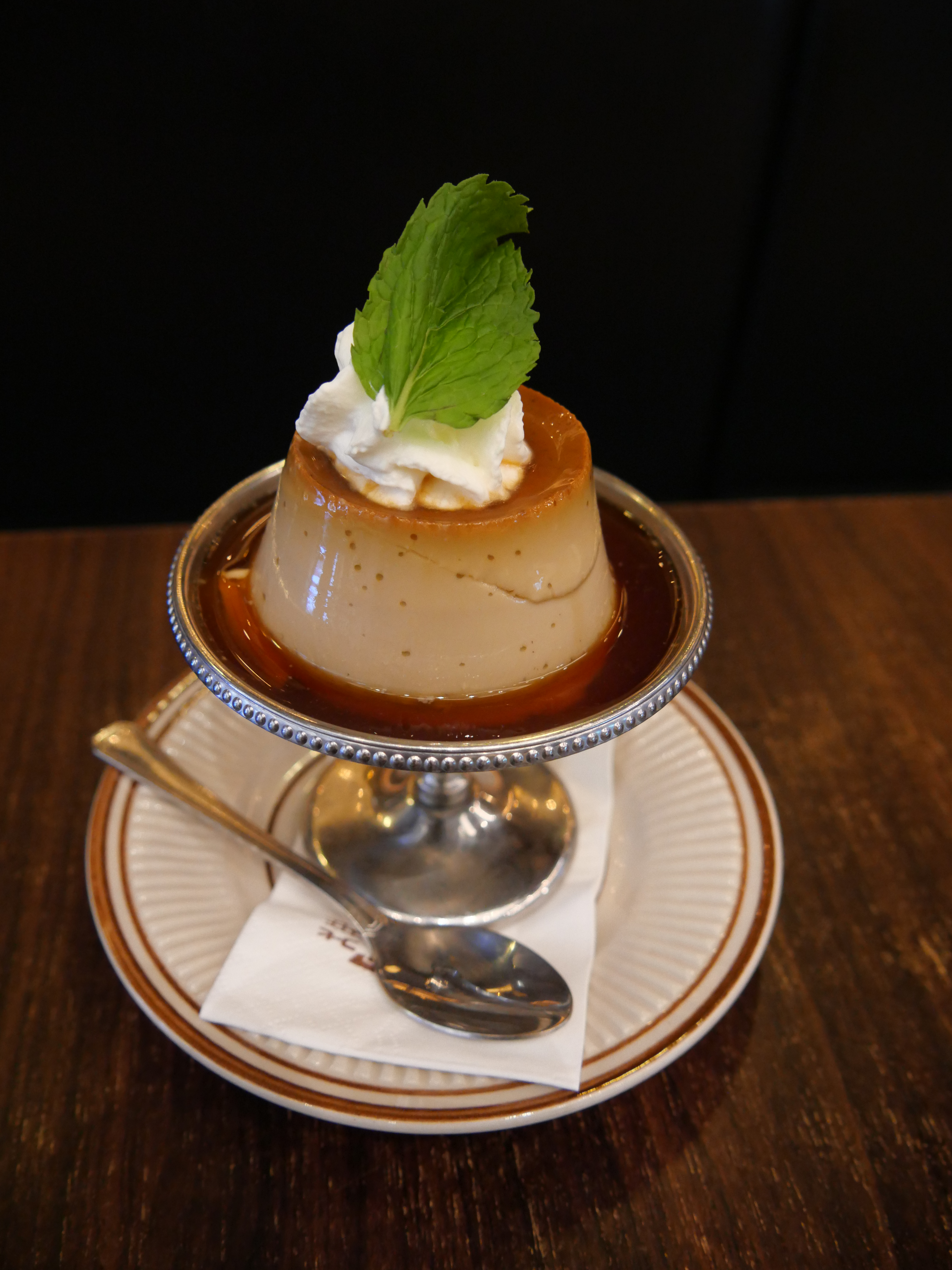
فلان البودنغ
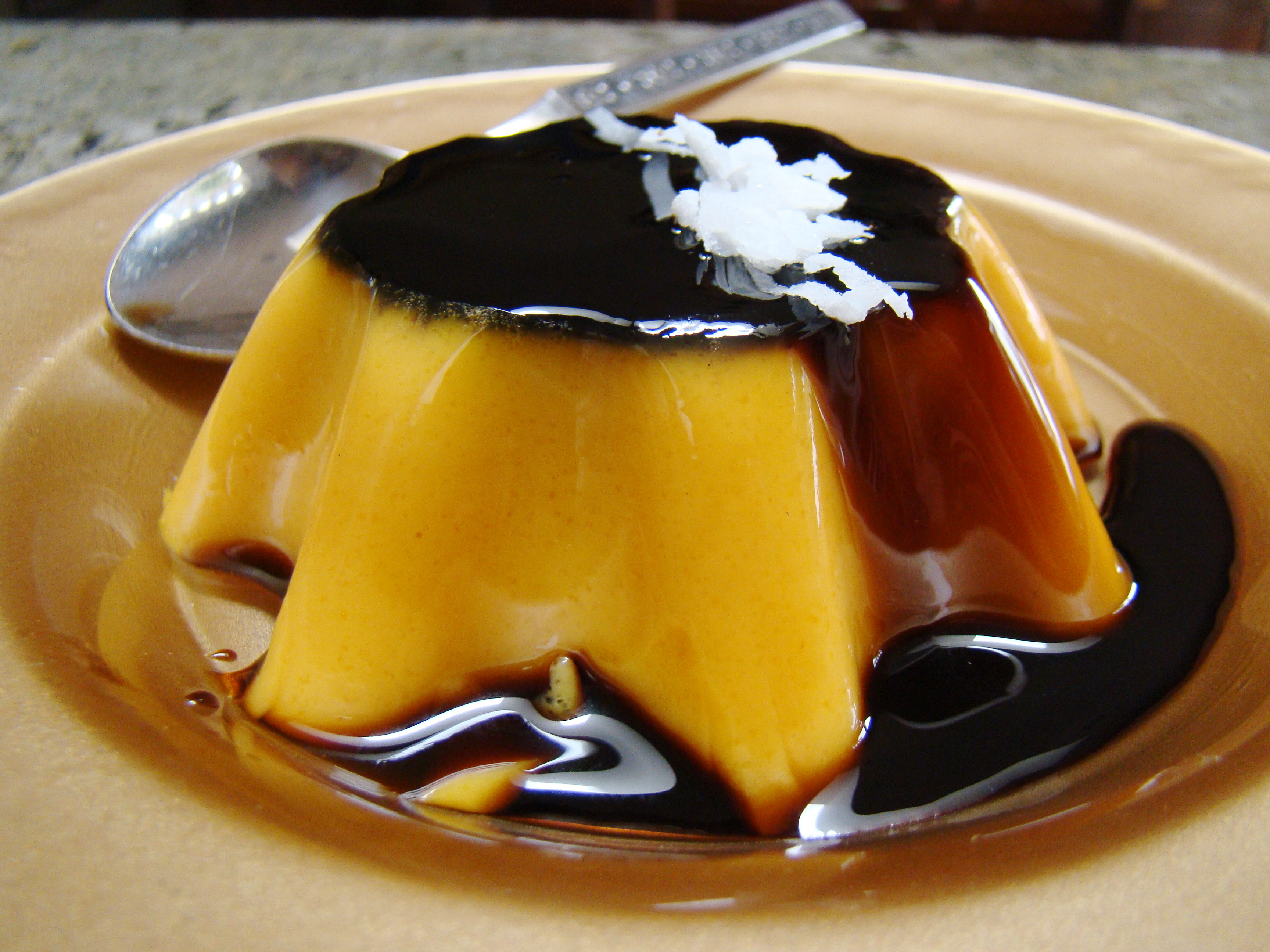
فلان جوز الهند والتوفو، بقالب أشبه بالبندورو
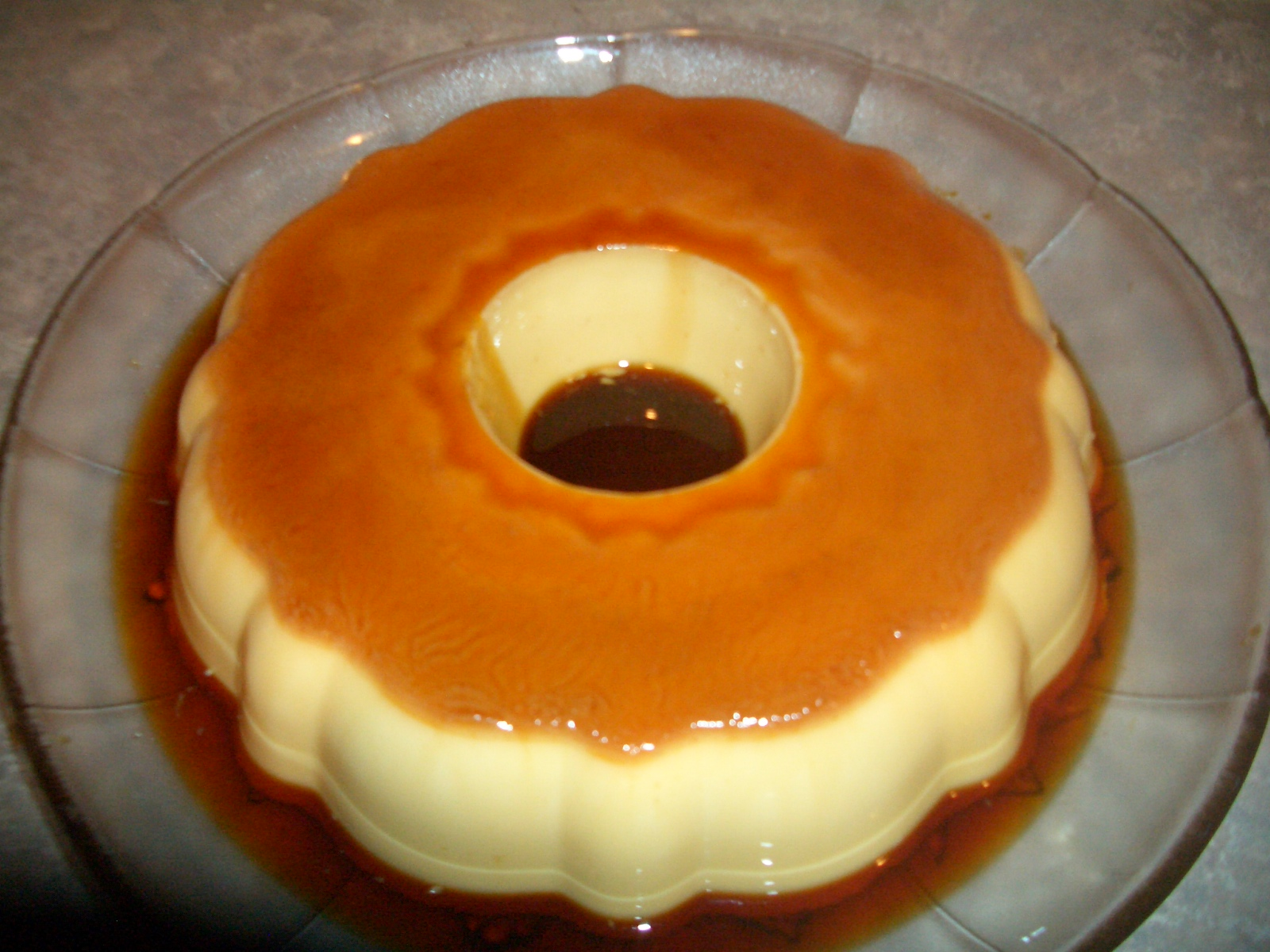
فلان محلية الصنع
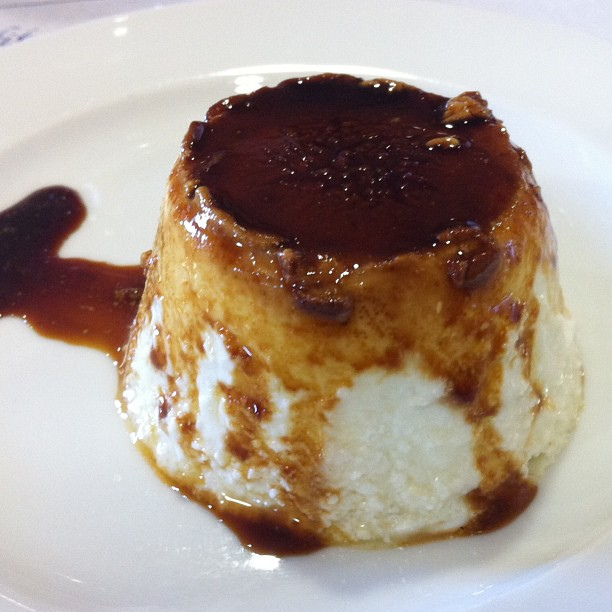
فلان بجبن ماتو (Mató) [الإنجليزية]
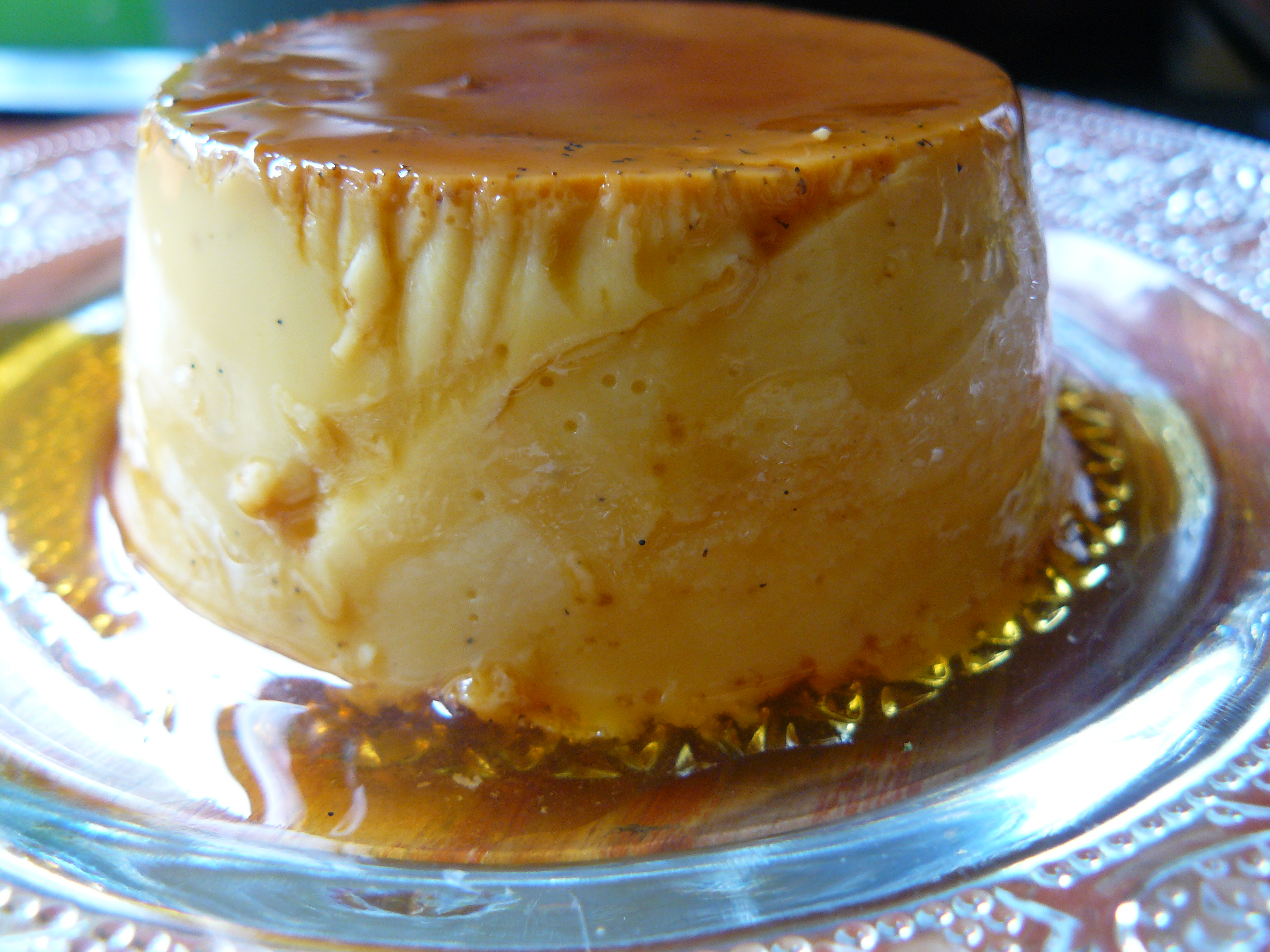
فلان عادي خام
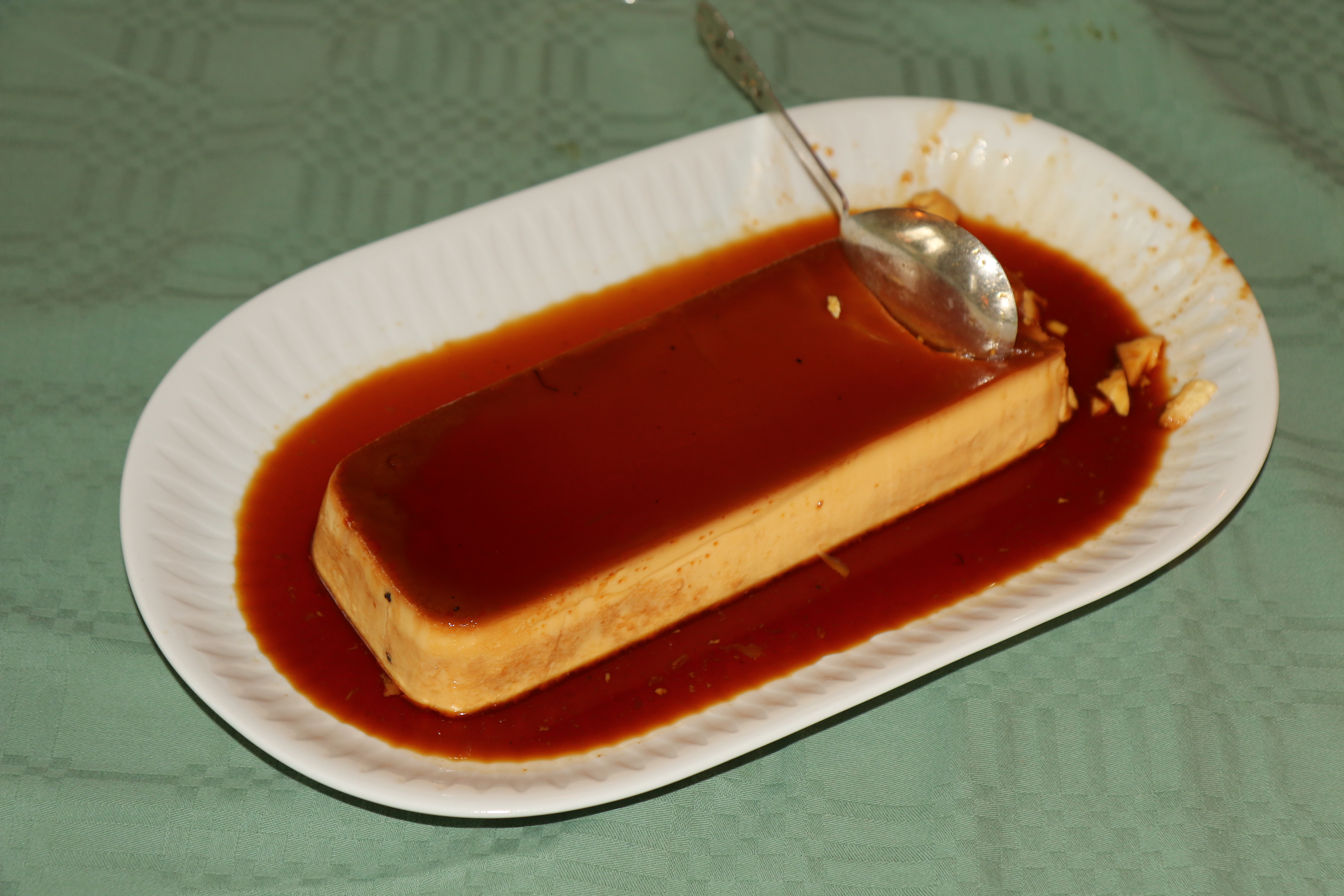
بودينغ الكراميل والبيض والتي تُعتبر واحدة من أنواع كعكات الفلان
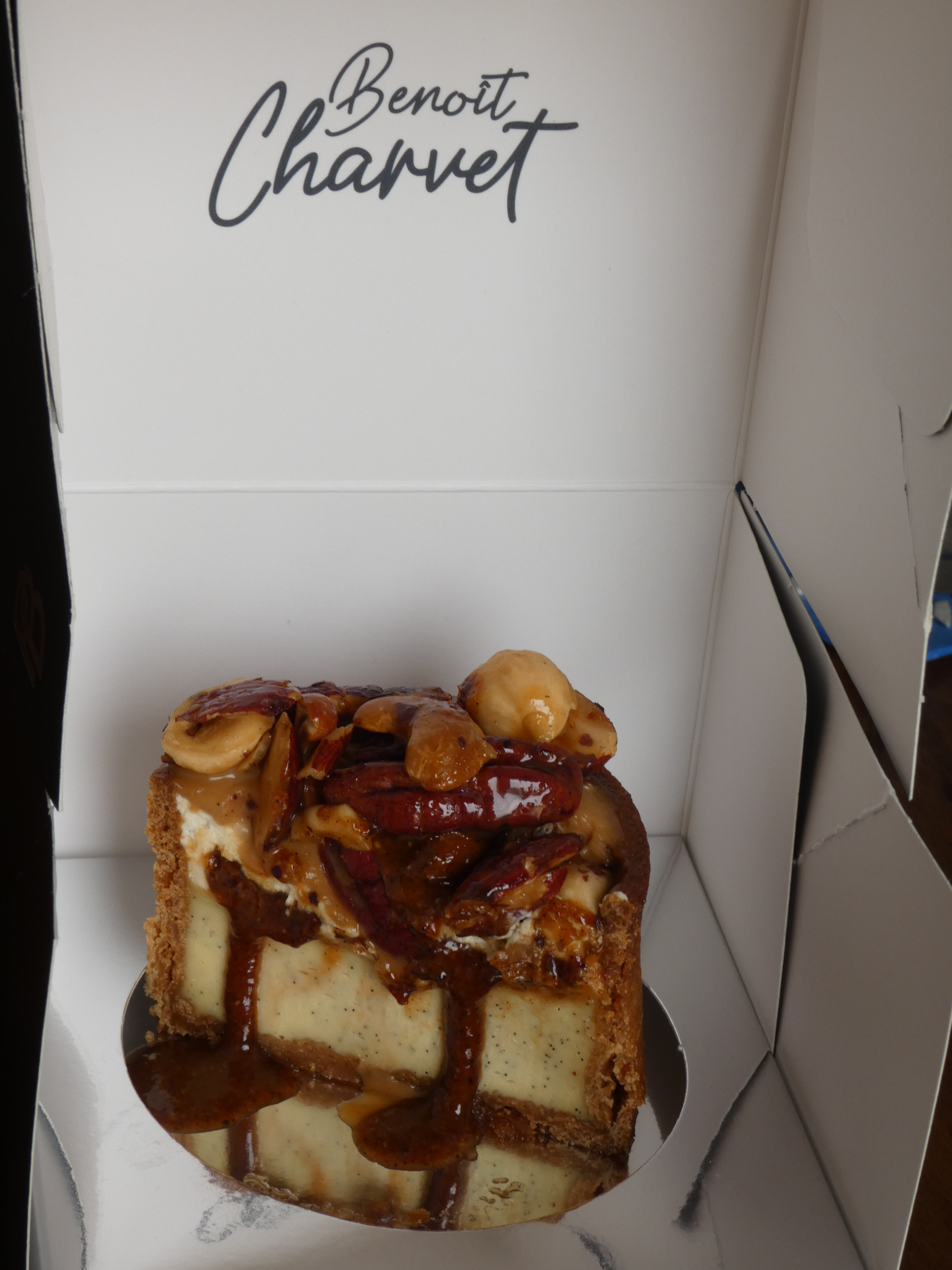
فلان تارت تم تعليبها داخل كرتون.